# Astragalus doghrunensis
Astragalus doghrunensis es una especie de planta del género Astragalus, de la familia de las leguminosas, orden Fabales.

## Distribución
Astragalus doghrunensis se distribuye por Irán.

## Taxonomía
Fue descrita científicamente por Maassoumi & Podlech. Fue publicado en Sendtnera 7: 206 (2001).